# Litocampa hubarti
Espèce
Litocampa hubarti est une espèce de diploures de la famille des Campodeidae.

## Description
Litocampa hubarti mesure près de 5 à 5,3 mm. Elle ressemble grandement à Litocampa espagnoli mais les pattes métathoraciques de cette dernière sont beaucoup plus longues et « possèdent un macrochète ventral sur le fémur ».

## Distribution
Litocampa hubarti habite la grotte Lyell et a été observée dans la grotte de Rosée en 2002, dans la salle de la Résurgence et dans celle du Palais de Cristal.

## Découverte
L'espèce fut découverte dans l'étage inférieur de la grotte Lyell, en Belgique, en juin 1999, par les biospéléologues Michel Dethier et Jean-Marie Hubart puis décrite par Camille Bareth. L'espèce ne fut trouvée nulle part ailleurs jusqu'en 2000.

### Publication originale
- Bareth, 1999 : Une nouvelle espèce de Litocampa découverte dans une grotte de Belgique (Diploures Campodéidés). Bulletin de la Société royale belge d’études géologiques et archéologiques Les Chercheurs de la Wallonie, vol. 39, p. 9–13.